# ليلي رابي
ليلي رابي (بالإنجليزية: Lily Rabe)‏ هي ممثلة أمريكية، ولدت في 29 يونيو 1982 في المكسيك.

## أعمال

### أفلام
- (2003) ابتسامة الموناليزا[5]
- (2009) ما الذي حدث للتو؟[6]
- (2014) تضحية البيدق[7]
- (2016) آنسة ستيفنز
- (2016) الحجاب
- (2018) النائب

### مسلسلات
- ذا غود وايف
- قصة رعب أمريكية

## ترشيحات
- جائزة توني لأفضل ممثلة مسرحية [الإنجليزية]‏ (2011)

## وصلات خارجية
- ليلي رابي على موقع IMDb (الإنجليزية)
- ليلي رابي على موقع ألو سيني (الفرنسية)
- ليلي رابي على موقع أول موفي (الإنجليزية)
- ليلي رابي على موقع قاعدة بيانات برودواي على الإنترنت (الإنجليزية)
- ليلي رابي على موقع قاعدة بيانات الأفلام السويدية (السويدية)
- ليلي رابي على موقع قاعدة بيانات الفيلم (الإنجليزية)
- ليلي رابي على موقع كينوبويسك (الروسية)